# Coraia subcyanescens
Coraia subcyanescens är en skalbaggsart som först beskrevs av Schaeffer 1906.  Coraia subcyanescens ingår i släktet Coraia och familjen bladbaggar. Inga underarter finns listade i Catalogue of Life.